# 陈宝栋
陈宝栋（1924年6月—2018年1月7日），山东莱州人，中华人民共和国政治人物。

## 生平
1942年8月入伍，1943年6月，加入中国共产党，历任山东省五师十四团三营九连副指导员、指导员，1947年12月，任山东省胶东荣军局直属大队副政教。1948年4月，任华东区荣军学校人事科科长、副校长。1953年4月，任安徽省第四荣军学校校长。1955年6月，任安徽省民政厅机关党委副书记、民政处副处长，1963年3月，任安徽省荣军医院院长，1982年12月离休。2018年1月7日因病逝世，享年94岁。